# 356.ª Divisão de Infantaria (Alemanha)
A 356ª Divisão de Infantaria (em alemão: 356. Infanterie-Division) foi uma unidade militar que serviu no Exército alemão durante a Segunda Guerra Mundial.

## Comandantes
| Comandante                         | Data                                          |
| ---------------------------------- | --------------------------------------------- |
| Generalleutnant Egon Von Neindorff | 1 de maio de 1943 - 15 de maio de 1943        |
| Generalleutnant Karl Faulenbach    | 15 de maio de 1943 - ? de outubro de 1944     |
| Oberst Kleinhenz                   | ? de outubro de 1944 - ? de fevereiro de 1945 |
| Oberst von Saldern                 | ? de fevereiro de 1945 - 8 de maio de 1945    |

## Área de operações
| França            | maio de 1943 - outubro de 1943    |
| Itália            | outubro de 1943 - janeiro de 1945 |
| Hungria & Áustria | janeiro de 1945 - maio de 1945    |